# Матьє Кереку
Матьє Кереку (фр. Mathieu Kérékou, 2 вересня 1933 — 14 жовтня 2015) — бенінський військовий та політичний діяч, двічі займав пост президента країни.

## Біографія
Здобув військову освіту в Малі й Сенегалі. 26 жовтня 1972  року здійснив військовий переворот. Первинно займав націоналістичні позиції, проте 1974 року перейменував Дагомею на Народну республіку Бенін, прийняв ідеологію марксизму-ленінізму, націоналізував банки й ключові галузі промисловості, в тому числі нафтову. 1980 року Кереку під час візиту до Лівії прийняв іслам та змінив своє ім'я на Ахмед, але згодом повернувся до християнства. 1990 року відновив багатопартійну систему та здійснив перехід країни до демократії й ринкової економіки. 1991 року програв президентські вибори Нісефору Согло, який з 1990 року займав пост прем'єр-міністра, і став першим главою держави в Африці, який добровільно склав повноваження після поразки на виборах.
1996 року Кереку на чергових виборах з невеликою перевагою переміг Согло, який через надто інтенсивні ринкові реформи втратив популярність, а 2001 року був переобраний. Вдруге перебуваючи на посту президента, Кереку продовжував політику ліберальних економічних реформ. У зовнішній політиці він прагнув до активної участі Беніну в миротворчих операціях на території Африки. 2006 року Кереку, обмежений конституційною забороною обиратись на посаду президента втретє, не виставив свою кандидатуру на президентських виборах і передав владу Яї Боні.